# Marvel Avengers: Battle for Earth
Marvel Avengers: Battle for Earth (с англ. — «Мстители: Битва за Землю») — видеоигра на основе фильма «Мстители». Игра была выпущена в конце 2012 года на платформы Xbox 360 и Wii U.

## Сюжет
Для того, чтобы спасти Землю, команда супергероев, которая называется Мстители, должна сразиться с внеземной расой, известной как Скруллы.

## Геймплей
Игра основана на сюжетной линии комикса «Секретное вторжение» и включает в себя около 20 различных персонажей. У каждого персонажа есть три уникальные суперспособности, которые можно объединять для нанесения комбо-ударов. Игроки могут открывать альтернативные костюмы для персонажей и коллекционные карточки на протяжении всей игры.
В игре есть четыре различных режима: кампания, противостояние, аркада и испытания. Во всех боевых задачах участвуют четыре персонажа, два из которых контролируются игроком и могут быть заменены по желанию. Во время игры, в зависимости от результатов матчей, игрокам начисляются очки опыта. Чтобы пройти игру на 100 % игроки должны пройти кампанию, аркаду и все испытания.
Режим кампании состоит из пяти уровней, каждый из которых разбит на восемь этапов. Режим не требует линейной игры, единственное требование, чтобы первые четыре этапа всех уровней были завершены, прежде чем игрок сможет получить доступ к последним четырем этапам любого уровня. В режиме кампании также можно играть в кооперативном режиме.
Режим противостояния включает локальный бой для двух игроков. Игроки сначала должны выбрать один из пяти уровней в качестве своей арены, затем выбрать двух персонажей для своей команды. После того как персонажи будут выбраны, можно будет выбрать для каждого один из уже разблокированных костюмов.
Аркадный режим позволяет игрокам сформировать команду из двух любых разблокированных персонажей, одетых в любые из доступных разблокированных костюмов. После завершения десяти этапов режим завершается. В аркадном режиме также можно играть в кооперативном режиме.

## Персонажи
| - Человек-паук - Железный человек - Халк - Капитан Америка - Чёрная вдова - Соколиный глаз - Магнето - Росомаха - Веном - Тор | - Гроза - Человек-факел - Доктор Стрэндж - Доктор Дум - Человек-лёд - Локи - Феникс - Веранке - Алая ведьма - Супер-Скрулл |

## Критика
Общие оценки варьируются от смешанных до средних. IGN на основе 20 обзоров дал игре оценку 7,3 «Хорошо». Metacritic на основе 11 обзоров оценил игру в 62 балла из 100.